# Periaeschna unifasciata
Periaeschna unifasciata är en trollsländeart som beskrevs av Fraser 1935. Periaeschna unifasciata ingår i släktet Periaeschna och familjen mosaiktrollsländor. IUCN kategoriserar arten globalt som otillräckligt studerad. Inga underarter finns listade i Catalogue of Life.